# Meeres-Nationalpark Insel Bastimentos
Der Meeres-Nationalpark Insel Bastimento (Parque Nacional Marino Isla Bastimento) ist ein Nationalpark im Nordwesten Panamas. Er schließt einen Großteil der Insel Bastimentos, viele kleine Inseln und zum größten Teil (11.596 ha) Meeresfläche ein.

## Flora und Fauna
In diesem Nationalpark leben:
- über 300 Pflanzenarten, u. a. Zedernbäume
- 28 Reptilien- oder Amphibienarten (von denen 17 vom Aussterben bedroht sind), u. a. vier Meeresschildkrötenarten die an den Stränden der Insel ihre Eier ablegen, Pfeilgiftfrösche, Alligatoren, Kaimanee
- 68 Vogelarten, u. a. Fregattvögel, Kolibris, Rotstirnamazone
- 32 Säugetierarten, u. a. Kapuzineräffchen, Zwei- und Dreifinger-Faultiere, Agutis
- über 200 Fischarten
- Stein- und Oktokorallen u. a.

## Flora und Fauna unter Wasser

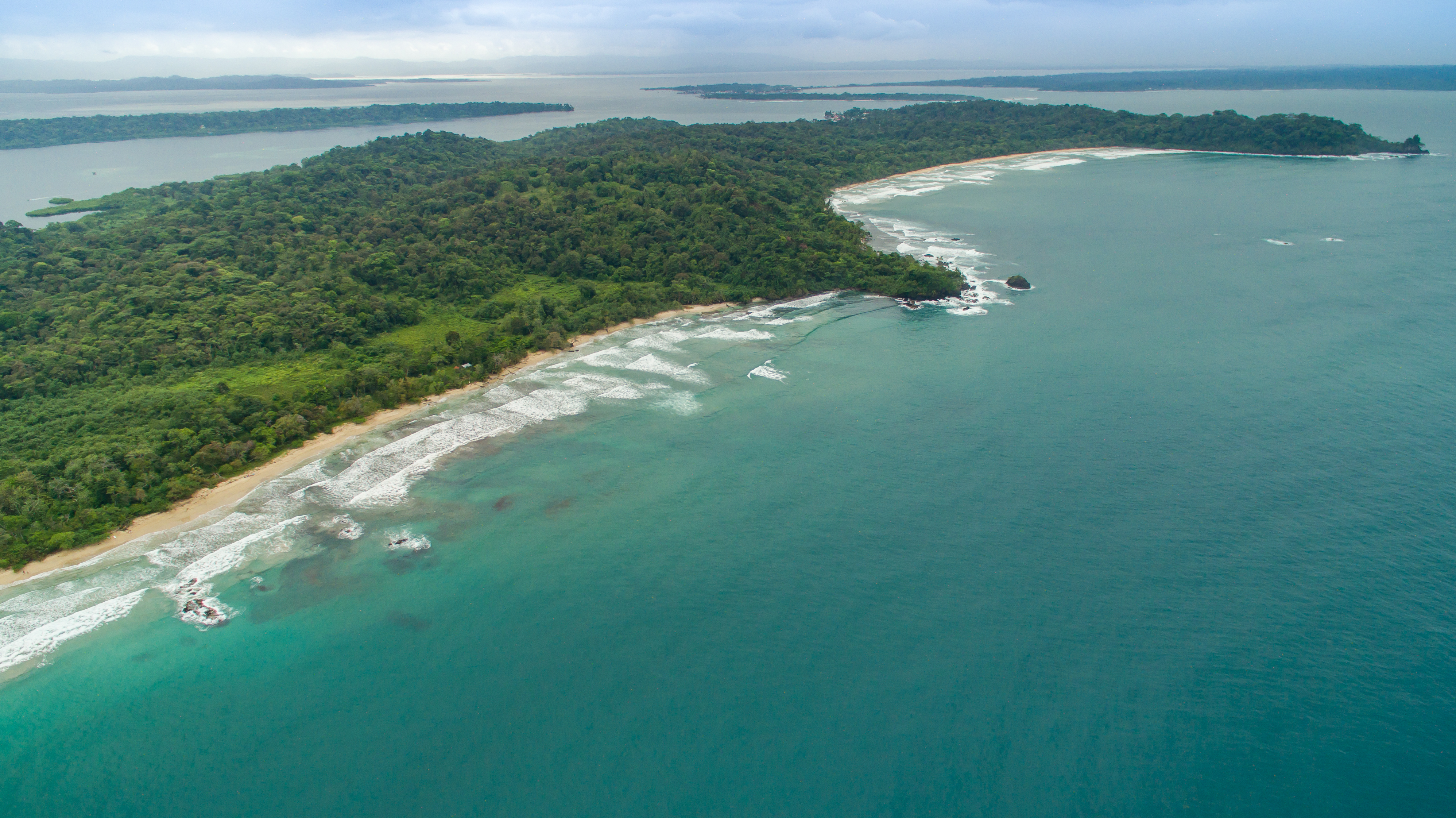
Red Frog Beach Bastimentos

Die Sicht lag im besten Falle, natürlich punktuell sehr unterschiedlich und abhängig von der Nähe von Sandstränden etc., bei 10 m klar / 15 m diffus vertikal und manchmal über 15 m horizontal klar.
Die Unterwasserwelt wird im Flachwasserbereich dominiert von Seegraswiesen (Thalassia testudinum), stellenweise die rasenbildende Koralle Porites porites und Porites astreoides, sowie hauptsächlich Rot- und Braunalgen. Den Hauptanteil der Korallen stellen Millepora complanata, auch einige Hirnkorallen (Collophyllia natans, Diploria labyrinthiformis, Diploria strigosa und Diploria clivosa), sind anzutreffen, Montastraea-Stöcke (Montastraea annularis und Montastraea cavernosa) finden sich in größeren Tiefen. Im Unterschied zu dem Archipel um Colón sind im südlicheren Küstenbereich die massiven, rotbraunen halbkugelförmigen Korallenstöcke der Siderastrea siderea, die bis in den Bereich des Niedrigwassers wachsen, eher selten. Sie bilden oft typische „Mini-Atolle“ mit einem ringförmigen Wulst lebender Korallenpolypen und einem zentralen abgestorbenen Plateau. Ferner finden sich Meandrina meandrites und etliche Seeigel (Echinonetra lucunter). Porolithon pachydermun (Kalkrotalgen) überwächst an vielen, vor allem durch die Abwasserfahne von bewohnten Inseln, abgestorbene Korallenbereiche. In Strömungsbereichen bildet die Geweihkoralle Acropora cervicornis gelegentlich größerflächige Bereiche, auch einige Tischkorallen (Acropora spicifera oder Acropora palmata) scheinen diesen Lebensraum zu bevorzugen.
An der gesamten karibischen Küstenseite hat der Artenreichtum und die Quantität der Fischwelt in den letzten Jahren enorm abgenommen.
Die eigentlichen Juwele der Unterwasserwelt im Archipel der Colón-Insel sind bunte Schwämme, die häufig mit Korallen verwechselt werden. Bei der Bestimmung liefert eine Untersuchung der Universität Stuttgart (siehe Literaturhinweise) unschätzbare Dienste: der gelbe Schwamm (Mycale laevis), der rote Fingerschwamm (Amphimedon compressa), der gelbbraune Xestospongia subtriangulis, der blaugraue Nihpates erecta, der braune, an der Oberfläche noppige Schwamm Icricina strobilina, gelbgrüne leuchtet Iotrochota birotulata und weinrote Monanchora arbuscula. Relativ selten, aber sogar im Flachwasserbereich anzutreffen, sind die bis 2 Meter große Vasen- (Xestospongia muta) und Tricherschwämme (Ircinia campana). Ferner finden sich in größeren Tiefen Röhrenschwämme wie Callypongia vaginalis und die gedrungenen, lila und gelb leuchtenden Tuben von Pseudoceratina crassa und Verongula rigida.

## Umweltschutz unter Wasser
Die Studie der Universität Stuttgart (siehe Literaturhinweise) weist aber darauf hin, dass die Riffe in diesem Gebiet zu der Zeit in noch relativ gutem Zustand waren, allerdings am Rande der Lebensmöglichkeit. Dies zeigt auch das Fehlen von Riffen vor Bananenplantagen. Die Verschmutzung durch Müll, Abwässer und Frachtverkehr hat seitdem deutlich zugenommen und sich seit der Studie eher verschärft. Es ist ferner zu vermerken, dass der Bestand an Seesternen und Seegurken durch den Raubbau asiatischer Abnehmer fast vollständig zusammengebrochen ist! Viele große Meeresschnecken (v. a. Panam. cambute = Strombus raninus) werden besonders von der einheimischen Bevölkerung verzehrt, den Touristen als Spezialität angeboten und sind nun ebenfalls vor dem Aussterben. Entgegen den Gesetzen werden selbst Eier von Meeresschildkröten auf vielen Märkten öffentlich angeboten. In den vergangenen Jahren wurde der Tourismus zu einer Bedrohung, aber auch einer Chance für das Riff – wenn sie in entsprechende Reaktionen münden.

## Tourismus

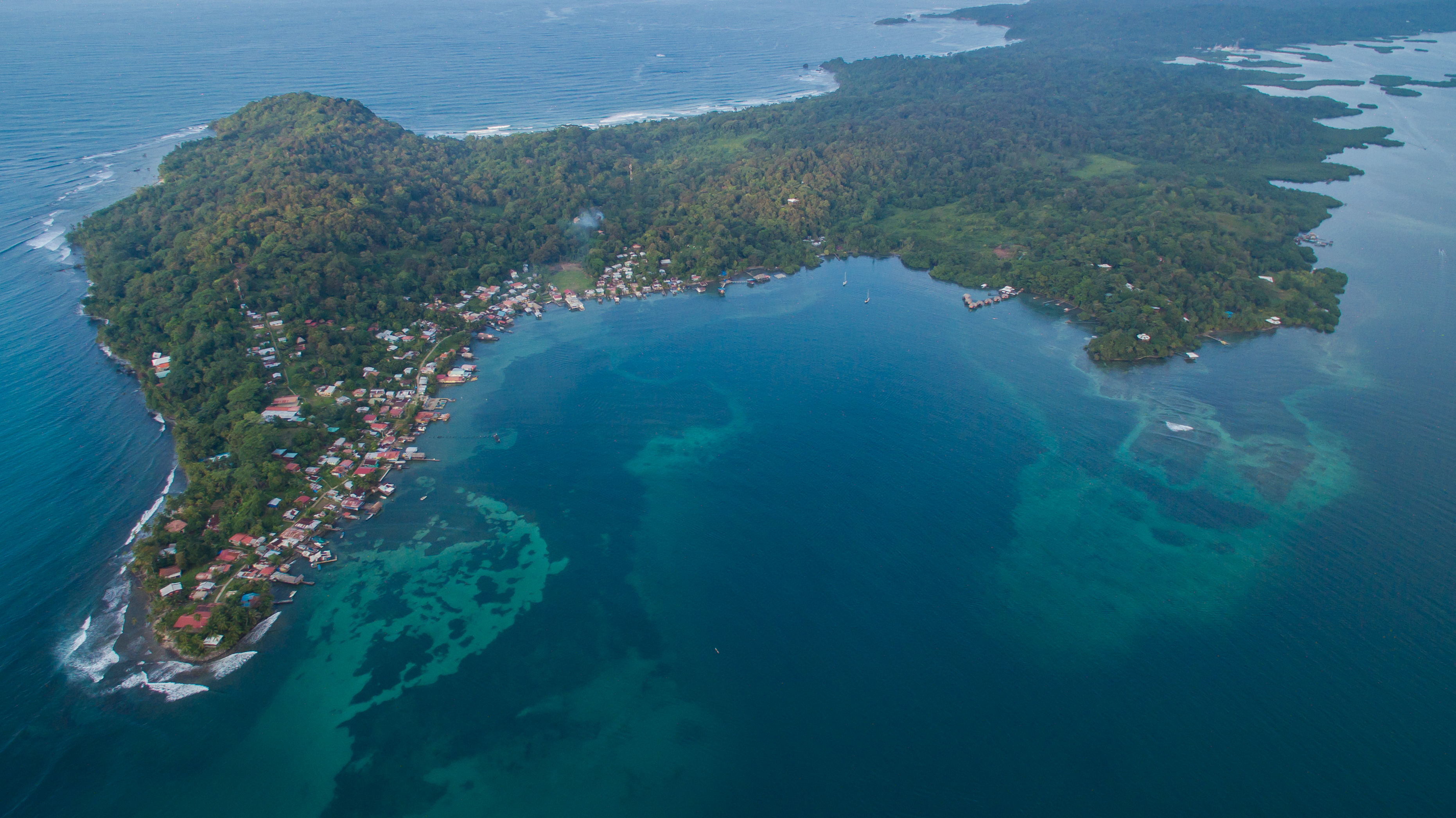
Bastimentos Luftbild Panama

Es gibt einen Lehrpfad. Besucher können in den entsprechenden Jahreszeiten die Eiablage der Schildkröten beobachten. Die Isla Bastimentos hat mehrere Strände zum Surfen (u. a. Wizard & Paunch) und ist von der Hauptinsel Colón-Insel per Bootstaxi in wenigen Minuten erreichbar.